# J'aurais voulu…
J'aurais voulu… est un groupe français de punk rock formé en janvier 1999. Ils sont auteurs des paroles de Ma famille, mon crew du groupe Bolchoï. Le groupe raconte son histoire sur le site de Worst.

## Biographie
Quatrième et dernier album auto-produit du groupe, la composition de Partir sans dire adieu débute en 2002 avant d'être laissée de côté, après une période de démotivation. En 2004, les maquettes de quelques titres sont transformées en morceaux, leur redonnant l'envie d'en composer d'autres. La pochette est rose et noir, et comporte des photographies d'enfants au dos du livret et des tatouages sur la pochette. Les dix-huit titres de cet album sont enregistrés et mixés dans leur studio personnel. Le groupe connait à ce moment quelques difficultés et cet opus devait être le dernier, enregistré en duo, sa sortie étant même prévue après la dissolution du groupe.
Les réactions des fans lors des concerts — en France, en Allemagne, en Suisse et en Belgique — ainsi que l'arrivée d'un troisième membre, Riwan, à la batterie redynamise le groupe, qui décide de poursuivre l'aventure et de produire un cinquième album, le feu sacré. Le son se rapproche de Charge 69 ou de Bad Lieutenants tandis que le sens se rapproche de celui de Bérurier Noir. Il recueille également des inspirations des groupes de street punk américain.
Le feu sacré est enregistré au studio parisien Le Frigo. Les textes sont composés par Jeremya, le guitariste du groupe. Loin de l'autoproduction des premiers albums, J'aurais voulu… bénéficie de collaborations externes.  Lors de l'enregistrement, ils seront rejoints par les musiciens des groupes Bérurier Noir et Salvation, pour les chœurs. Spirou, le guitariste de Molodoï a incorporé lors du mixage de l'album du piano, de l'orgue ou encore des sifflements.

## Style musical et image
Leurs textes, souvent sombres, brossent le portrait de la société contemporaine, avec une note d'espoir.
J'aurais voulu… considère le punk non comme une mode mais comme un état d'esprit, toujours présent à l'heure actuelle, si recevant moins de visibilité. Les membres du groupe arborent de nombreux tatouages. Dans une interview, Jeremya et Riwan expliquent que ces tatouages sont autant de morceaux de leur vie. Ce dernier indique ainsi : « Les tatous, c'est le roman-photo de ta vie. Les coups durs encaissés, les potes (les vrais seulement), ta façon de vivre. J'ai « J'aurai voulu » sur les bras et je l'assume totalement. Les tatouages sont des cicatrices et quand tu les mates, ça te rappelle que tu es en vie. »

## Membres

### Membres actuels
- Jeremya - guitare
- Ludo - chant, basse
- Riwan - batterie (depuis 2005)
- Arnaud - batterie (depuis 2007 ou 2008)

### Anciens membres
- Greg - batterie
- Riton - harmonica, chœurs